# Drin Nero
Il Drin Nero (in albanese: Drini i zi; in macedone: Црн Дрим) è un fiume situato nella parte occidentale dei Balcani.
La fonte del fiume è il lago di Ocrida, situato al confine tra Albania e Macedonia del Nord. Presso la cittadina di Kukës confluisce nel Drin Bianco formando così il Drin.